# Vicente Ignacio Iturbe
Vicente Ignacio Iturbe Domínguez (San Pedro del Ycuamandiyú, 1786 - 27 de mayo de 1837) fue hijo de Antonio Iturbe y María del Carmen Domínguez.
Tuvo destacada intervención en los combates de Paraguarí y Tacuarí, contra la expedición de Manuel Belgrano. 
Fue el encargado de informar la propuesta al gobernador español Bernardo de Velasco, junto con su hermano Juan Manuel Iturbe Domínguez Y fue quien dio al pueblo la noticia "Querido pueblo paraguayo, soy Vicente Ignacio Iturbe y les traigo buenas noticias. Hoy, 15 de mayo de 1811 nos tornamos un país libre. No recibiremos más órdenes de la Corona española ni tampoco volveremos a cumplir reglas injustas. Seremos gobernados por personas como nosotros. Ya no sufriremos más la extorsión de la metrópoli ni la discriminación hacia los criollos en la distribución de cargos públicos. Ya no tendremos que cargar con la obligación de cumplir el servicio militar. Y con respecto a las injustas restricciones de la economía, ya no estamos obligados a desembarcar nuestros productos en el puerto preciso; es decir: podremos elegir el país con quien comercializar. Las ganancias serán para nuestro pueblo y de esa manera podremos crecer".
Iturbe fue prisionero durante 15 años y luego fue fusilado por orden de José Gaspar Rodríguez de Francia el 27 de mayo de 1837.
- Datos: Q4165849